# Ljudmila Petrowna Schachotko

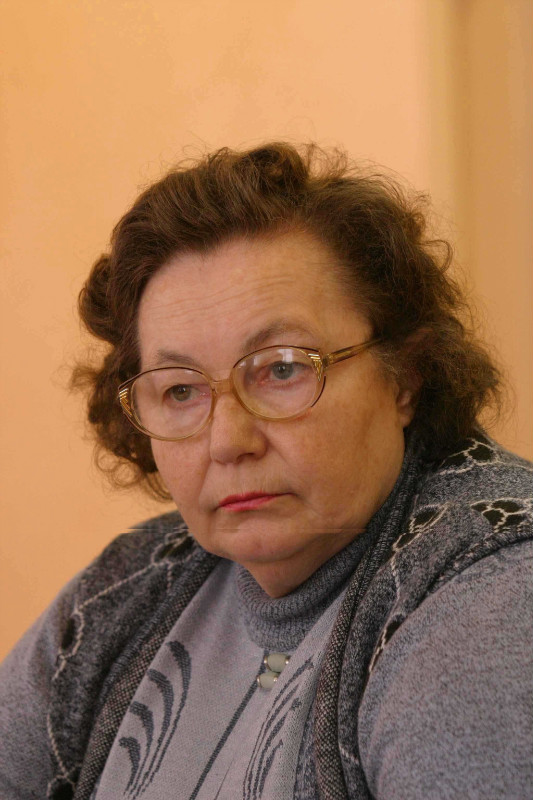
Ljudmila Schachotko (2012)

Ljudmila Petrowna Schachotko (russisch Людмила Петровна Шахотько, belarussisch Людміла Пятроўна Шахоцька; * 15. Juli 1940 in Rschew, Russland; † 23. Oktober 2016 in Minsk, Belarus) war eine belarussische Demografin, Wirtschaftswissenschaftlerin, Soziologin, Geographin, die wissenschaftliche Hauptangestellte der Nationalen Akademie der Wissenschaften von Belarus, Professorin an der Belarussischen Staatsuniversität Minsk, Belarussischen staatliche pädagogische Maxim-Tank-Universität, Institut für Verwaltung und Unternehmensführung in Minsk, Verwaltungsakademie beim Präsidenten der Republik Belarus.

## Berufliches
1962 absolvierte Schachotko ihr Studium der Geografie mit Schwerpunkt Wirtschaftsgeographie an der Belarussischen Staatsuniversität Minsk. 1962 bis 1981 war sie wissenschaftliche Mitarbeiterin am wissenschaftlichen Forschungsinstitut für Wirtschaft des Wirtschaftsministeriums, Minsk, Belarus. 1972 promovierte Schachotko an der Belarussischen staatlichen Wirtschaftsuniversität. 1981 bis 1991 arbeitete sie als leitende wissenschaftliche Angestellte am Institut für Wirtschaft der Nationalen Akademie der Wissenschaften von Belarus. 1991 bis 1994 war sie leitende wissenschaftliche Angestellte am Institut für Soziologie der Nationalen Akademie der Wissenschaften von Belarus. Dort erfolgte im Jahr 1997 die Habilitation im Fachbereich Soziologie. In der Zeit 1994 bis 2004 war sie stellvertretende Direktorin für Wissenschaft und Abteilungsleiterin für demographische Forschungen und Beschäftigung der Bevölkerung am Institut für Statistik.
Seit 2004 bis zum Lebensende war Schachotko die wissenschaftliche Hauptangestellte der Nationalen Akademie der Wissenschaften von Belarus. In den vergangenen 30 Jahren hat sie Demographie an verschiedenen Universitäten von Belarus gelehrt.

## Forschungsrichtungen
- Untersuchungen der Gesetzmäßigkeiten der demographischen Entwicklung und der demographischen Strukturen von Belarus.
- Erforschung der sozialökonomischen Probleme der Familie, Ehe, Scheidung, reproduktiven Richtlinien, Gesundheit, Lebenswartung und Mortalität, Migrationprozessen.
- Ausarbeitung von Zensusprogrammen.
- Methoden der Bevölkerungsprognosen.
- Prognostizierung der Entwicklung der demographischen Prozesse.
- Probleme der demographischen Sicherheit, Regulierung derdemographischen Prozesse, das Konzept der Bevölkerungspolitik

## Veröffentlichungen
Über 350 wissenschaftliche Arbeiten wurden veröffentlicht, darunter 7 Autorenmonographien, mehr als 60 Kapitel in kollektiven Büchern, Artikel in Enzyklopädien, in Zeitschriften soziologische Studien, Statistischen Fragen, Wirtschaftliche und soziale Änderungen: Realien, Tendenzen, Prognose, Weißrussischer Wirtschaftszeitschrift, Soziologie, Weißrussische Gedanke und andere wissenschaftliche Publikationen in Belarus, Russland, Ukraine, Polen, Tschechien und andere Sammlungen von wissenschaftlichen Arbeiten der führenden Forschungsinstituten, im wissenschaftlichen Online-Zeitschriftung Demosskop Weekly
1. 1975: Рождаемость в Белоруссии (Die Geburtenrate in Belarus). – Minsk: «Наука и техника», – 167S.
2. 1985: Воспроизводство населения Белорусской ССР (Die Reproduktion der Bevölkerung der Weißrussischen SSR) – Minsk: «Наука и техника», – 128S.
3. 1996: Население Республики Беларусь в конце ХХ века (Die Bevölkerung der Republik Belarus in den späten zwanzigsten Jahrhunderts)– Minsk: НИИС, – 251S.
4. 2002: Экономическая демография. Перепись населения (Die wirtschaftliche Demographie. Volkszählung) – Minsk: УП «Технопринт», – 78S.
5. 2005: Социальная демография: переписи населения, методология, методика, результаты (Soziale Demografie: Volkszählung, Methodologie, Methoden, Ergebnisse) – Minsk: Академия управления при Президенте Республики Беларусь, – 61S.
6. 2009: Модель демографического развития Республики Беларусь (Das Modell der demographischen Entwicklung der Republik Belarus)- Minsk: «Навука», – 439S.
7. 2013: Shakhotsko, L., Bobrova A., Методика оценки влияния структурных и социально-экономических факторов на динамику числа родившихся и умерших (Methoden zur Bewertung der Auswirkungen von strukturellen und sozioökonomischen Faktoren auf die Dynamik der Zahl der Geburt- und Sterberate) – Minsk: ИООО «Право и экономика», – 56S.

- Bobrova A., Shakhotska L., Shymanovich G. (2012). Belarus country report // Social Impact of Emigration and Rural-Urban Migration in Central and Eastern Europe (VT/2010/001) - European Commission DG Employment, Social Affairs and Inclusion, April, 2012. – 58 p.
- Shakhotska, Bobrova, The demographic and economic framework of circular migration in Belarus // CARIM-East Explanatory Note 12/84, September, 2012.
- New Demographic Faces Of Europe: The Changing Population Dynamics In Countries Of Central And Eastern Europe (Hardcover) by T Kucera, O. V Kucerova, O. B Opara, E Schaich, Shakhotska L Publisher: Springer-verlag Berlin And Heidelberg GmbH & Co. K 2000. 463 р.
- Belarus: Addressing imbalances in the economy and society/national human development report 2004-2005 / Shymov V., Shakhotska L. etc. – Minsk: Altiora-Live Colours, 2005. – 76 p.